# كلارنس د. مارتن
كلارنس د. مارتن (بالإنجليزية: Clarence D. Martin)‏ هو سياسي أمريكي، ولد في 29 يونيو 1886 في تشيني في الولايات المتحدة، وتوفي بنفس المكان في 11 أغسطس 1955. حزبياً، نشط في الحزب الديمقراطي. وقد انتخب حاكم واشنطن ‏ (9 يناير 1933 – 13 يناير 1941) وانتخب عضو مجلس نواب واشنطن.